# Op d'Hei
Op d'Hei is een natuurgebied te Runkelen, in Vochtig-Haspengouw. Het wordt sedert 2008 beheerd door Natuurpunt. Het is een tiental ha groot.

## Gebied
Het gebied is gelegen in de vallei van de Melsterbeek. Van belang zijn de heischrale graslanden die vroeger als hooiland werden gebruikt. Het is een kleinschalig landschap met afwisselende bodems (fijn zand, leem en klei). Er zijn  houtwallen, poelen, natte en droge graslanden. In het zuiden van dit gebied zijn nog wat oudere bossen aanwezig.

## Flora en fauna
Het beheer is gericht op het in stand houden van onder meer het heischraal grasland, met struikheide, tormentil, gevlekte orchis, karwijselie, voorjaarszegge, stekelbrem en blauwe knoop. Struikhei was jarenlang afwezig, maar werd sedert 2013 weer waargenomen. De gele knotszwam is een zeldzame paddenstoel.
Tot de aanwezige vlindersoorten behoren: kleine vuurvlinder, zandoogje en blauwtje. Vogelsoorten zijn: zwarte ruiter, krombekstrandloper, bosruiter, witgatje en Temmincks strandloper. Voorts: grote zilverreiger, ijsvogel, wielewaal en rode wouw.

## Toegankelijkheid
Het gebied wordt begraasd door Gallowayrunderen. Het is een vrij klein gebied, wat vrij toegankelijk is. Er loopt een wandelpad van 1,5 km door.